# (10280) Yequanzhi
(10280) Yequanzhi est un astéroïde de la ceinture principale.

## Description
(10280) Yequanzhi est un astéroïde de la ceinture principale. Il fut découvert le 2 mars 1981 à l'Observatoire de Siding Spring par Schelte J. Bus. Il présente une orbite caractérisée par un demi-grand axe de 2,36 UA, une excentricité de 0,20 et une inclinaison de 1,5° par rapport à l'écliptique.